# Віктор Марі д'Естре
Віктор Марі д'Естре (фр. Victor Marie d'Estrées; 30 листопада 1660 — 27 грудня 1737) — військовий та державний діяч Французького королівства, 5-й герцог д'Естре, маршал Франції, віцеадмірал.

## Життєпис
Походив з аристократичного роду д'Естре з Булонне. Його дід Франсуа Аннібал д'Естре був маршалом Франції. Старший син Жана II д'Естре, маршала та адмірала, й Марії Маргарити Морін. Народився 1660 року.
Розпочав службу під час Голландської війни, вступивши 1676 року до Пікардійського пікінерського полку. Воював у Фландрії до 1677 року, після чого перейшов до королівського флоту. Тут воював під орудою свого батька. Брав участь у битві біля о. Тобаго в Карибському басейні. Після цього перевівся до Левантійського флоту.
1682 року увійшов до флоту під командуванням Авраама Дюкена. Брав участь у двох походах 1682—1683 років проти алжирських піратів. 1684 року під час Війни за об'єднання звитяжив у ході облоги Люксембургу. Невдовзі стає віцеадміралом. З початком війни Аугсбурзької ліги діяв в Рейнській армії. Зазнав поранення в битві біля Філіппсбурга.
1690 року перейшов до флоту, під оруду Анн Іларіона де Турвіля. На лінійному кораблі «Ла Гранд», керуючи ескадрою в 20 кораблів, відзначився у битві біля Бічі-Хеда, де завдано поразки англо-голландському флотові. Потім знищив низку англійських суден біля Тейнмуту. У березні 1691 року повернувся до Середземного моря, де на чолі ескадри сприяв захопленню Ніцци, бомбардував Онелью в Генуезькій республіці. В липні того ж року бомбардував Барселону та Аліканте. 1692 року через несприятливу погоду не зміг вчасно привести свій флот на допомогу де Турвілю, через що той зазнав поразки у битві біля Ла-Хог. 1693 року брав участь в облозі Розеса, а потім спільно з де Турвілем захопив біля португальського мису Лагуш англо-голландській конвой з Ізміру. 1697 року сприяв облозі та захопленню Барселони, діючи спільно з маршалом де Вандомом. 1698 року оженився з представницею аристократичного роду де Ноайль.
У 1700 року ще до початку війни за іспанську спадщину переведений до Левантійського флоту. У квітні 1702 року сприяв іспанському королю Філіппу V Бурбону в переході до Неаполя, де той коронувався королем Обох Сицилій. Потім допомагав останньому повернутися до Іспанії. Потім доєднався до франко-іспанського флоту біля Кадіса. 1703 року стає маршалом Франції.
1704 року призначено наставником Людовика де Бурбона, графа Тулузи. Невдовзі на чолі з останнім брав участь у битві біля Малаги проти англо-голландського флоту. За успіх в битві отримав почесне звання генерала морів Іспанії та став кавалером ордена Золотого руна. 1705 року стає кавалером ордена Святого Духа. Того ж року намагався блокувати Барселону, де отаборилися вірні австрійським Габсбургам війська.
1707 року призначено губернатором Нанта, генерал-лейтенантом Бретані та віцекоролем Нової Франції. В тому ж році стає членом Французької академії наук. 1715 року стає президентом Ради військово-морського флоту та членом Регентської ради Франції. Також стає співдиректором Французької Ост-Індської компанії. Крім того, обирається членом Французької академії. Зумів накопити величезний статок завдяки системі Лоу. Ці гроші використав для придбання колекцій мистецтва та книг, які він накопичив у своєму палаці в Парижі. 1717 року під час перебуванні в Парижі його відвідав російський імператор Петро I.
1723 року після смерті свого небожа стає герцогом д'Естре. Людовик XV надав йому повне право власності на острів Сент-Люсія в Вест-Індії. 1726 року стає членом Академії надписів та красного письменства 1727 року призначено державним міністром Франції.
1731 року пішов з більшості посад. Помер у Парижі 1737 року. Оскільки не мав дітей, його рід перервався.